# Jørgen Varming
Jørgen Varming, född 17 juli 1906 i Frederiksberg, död 16 september 1996, var en dansk ingenjör.
Jørgen Varming var son till arkitekten Kristoffer Varming och Elisabeth Ruge. Han blev civilingenjör vid King's College på Durham University i Storbritannien 1930.  
Han grundade tillsammans med Niels Steensen ingenjörsfirman Steensen & Varming 1933. De upprättade en avdelning av firman i Dublin 1946 under namnet J Varming & S Mulcahy. Jörgen Varming var också medgrundare till ingenjörgruppen Daneconsult 1956. Han var kontrollant vid bygget av NATO:s högkvarter i Paris från 1955.
Firma Steensen & Varming engagerades 1957-73 av Jørn Utzon för arbete med Operahuset i Sydney beträffande mekanik, hydraulik, brandskydd och projektstyrning, samtidigt som Ove Arup svarade för konstruktionsarbetet. Jørgen Varming fortsatte också efter det att Jørn Utzon lämnat projektet 1966.  
Jørgen Varming bodde i en modernistisk villa på Skovvej 35A i Gentofte, som uppfördes 1952. Den ritades av Eva och Nils Koppel i nära samarbete med Jørgen Varming. Huset hade flera unika tekniska installationer och hade en för sin tid unik öppen planlösning. Varminghuset blev byggnadsminne 2005.
Han var far till arkitekten Michael Varming.